# Giuseppe Becce
Giuseppe Becce est un compositeur allemand né le 3 février 1877 à Lonigo (Italie), mort le 5 octobre 1973 à Berlin (Allemagne).

## Biographie
Né en Italie, il s'établit en Allemagne dès 1906, et compose des musiques de films à partir de 1913, année où il joue lui-même le rôle de Richard Wagner.
En 1919 il publie le premier catalogue de la Kinotek (abréviation de Kinobibliothek) qu'il a fondée.
Pendant la guerre de 1939-45 il travaille en Suisse  et en Italie.
Giuseppe Becce meurt le 5 octobre 1973 et est enterré au cimetière de Wilmersdorf de Berlin.

## Filmographie

### Comme compositeur

#### Années 1910
- 1913 : Richard Wagner
- 1913 : Komtesse Ursel
- 1913 : Der Weg des Lebens
- 1914 : Schuldig
- 1915 : Durch Nacht zum Licht
- 1915 : Märtyrerin der Liebe
- 1915 : Die Zerbrochene Puppe
- 1915 : Es fiel ein Reif in der Frühlingsnacht
- 1915 : Das Tagebuch Collins
- 1915 : Auf der Alm, da gibt's ka Sünd
- 1916 : Der Schirm mit dem Schwan
- 1916 : Abseits vom Glück
- 1916 : Das wandernde Licht
- 1916 : Frau Eva
- 1916 : Der Ruf der Liebe
- 1916 : Gelöste Ketten
- 1917 : Lehrer Matthiesen
- 1917 : Feenhände
- 1917 : Le Mariage de Louise Rohrbach (Die Ehe der Luise Rohrbach)
- 1917 : Die Prinzessin von Neutralien
- 1917 : Das Nachträtsel
- 1917 : Höhenluft
- 1917 : Die Faust des Riesen
- 1918 : Der Rubin-Salamander
- 1918 : Rotterdam - Amsterdam
- 1918 : Haben Sie Fritzchen nicht gesehen?
- 1918 : Gräfin Küchenfee
- 1918 : Edelsteine - Phantastisches Drama in 4 Akten
- 1918 : Auf Probe gestellt
- 1918 : Das Geschlecht derer von Ringwall
- 1918 : Agnes Arnau und ihre drei Freier
- 1918 : Der Prozeß Hauers
- 1918 : Vater und Sohn
- 1918 : Gefangene Seele
- 1918 : Dr. Schotte
- 1918 : Die Heimkehr des Odysseus
- 1918 : Die Sieger
- 1918 : Die blaue Laterne
- 1919 : Der Tempelräuber
- 1919 : Die Edelsteinsammlung
- 1919 : Die Dame, der Teufel und die Probiermamsell
- 1919 : Irrungen
- 1919 : Ihr Sport
- 1919 : Die Beiden Gatten der Frau Ruth
- 1919 : Die Lebende Tote
- 1919 : Rose Bernd
- 1919 : Eine Schwache Stunde
- 1919 : Die Fahrt ins Blaue

#### Années 1920
- 1920 : Le Cabinet du docteur Caligari
- 1920 : Mascotte
- 1920 : La Calamité de Monique (de)
- 1920 : Das Einsame Wrack
- 1920 : Die Goldene Krone
- 1920 : Moj
- 1920 : Weltbrand
- 1921 : Die Geierwally
- 1921 : Hamlet, de Svend Gade et Heinz Schall
- 1921 : 10 Millionen Volt
- 1921 : Les Trois Lumières (Der müde Tod)
- 1923 : Le Cavalier de pierre
- 1923 : Die Buddenbrooks
- 1924 : Decameron Nights (en)
- 1924 : Die Andere
- 1924 : Komödie des Herzens
- 1924 : Das Schöne Abenteuer
- 1924 : Le Dernier des hommes (Der Letzte Mann)
- 1925 : Pietro, der Korsar
- 1925 : Schicksal
- 1925 : Wege zu Kraft und Schönheit - Ein Film über moderne Körperkultur
- 1925 : Das Fräulein vom Amt
- 1925 : Schatten der Weltstadt
- 1926 : Die da unten
- 1926 : Tartuffe (Herr Tartüff)
- 1926 : Le Dernier Fiacre de Berlin (Die Letzte Droschke von Berlin) de Carl Boese
- 1926 : 117 bis Grande Rue (Menschen untereinander)
- 1926 : Kubinke, der Barbier, und die drei Dienstmädchen
- 1926 : Die Abenteuer eines Zehnmarkscheines
- 1926 : Der Geiger von Florenz
- 1927 : Der Katzensteg
- 1927 : Der Himmel auf Erden
- 1927 : Üb' immer Treu' und Redlichkeit
- 1927 : Der Fürst von Pappenheim
- 1927 : Paname... n'est pas Paris (Die Apachen von Paris)
- 1928 : Die Leibeigenen
- 1928 : Doña Juana
- 1928 : Die Geheime Macht
- 1928 : Leontines Ehemänner
- 1928 : Un amant sous la terreur (Revolutionshochzeit)
- 1928 : Le Rouge et le Noir (Der Geheime Kurier)
- 1928 : Die Drei Frauen von Urban Hell
- 1928 : Eine Frau von Format
- 1929 : Die Siebzehnjährigen
- 1929 : Der Kampf der Tertia
- 1929 : Das brennende Herz
- 1929 : L'Énigme (Die Frau, nach der man sich sehnt,)
- 1929 : Der Günstling von Schönbrunn
- 1929 : Jennys Bummel durch die Männer

#### Années 1930
- 1930 : Les Chevaliers de la montagne
- 1930 : Scandale autour d'Éva (Skandal um Eva)
- 1930 : Der Sohn der weißen Berge
- 1930 : Das Alte Lied
- 1931 : Les Monts en flammes
- 1931 : Zweierlei Moral
- 1931 : Fra Diavolo, film en deux parties
- 1931 : Zwischen Nacht und Morgen
- 1932 : Die Vier vom Bob 13
- 1932 : Unter falscher Flagge
- 1932 : La Lumière bleue (Das Blaue Licht)
- 1932 : The Doomed Battalion
- 1932 : L'Amour en vitesse
- 1932 : Der Rebell
- 1933 : Extase de Gustav Machatý avec Hedy Lamarr
- 1933 : Der Läufer von Marathon
- 1933 : Spione am Werk (de)
- 1933 : Gipfelstürmer
- 1933 : The Rebel
- 1933 : Hans Westmar
- 1933 : On Secret Service (en)
- 1934 : Rêve éternel
- 1934 : Ich heirate meine Frau
- 1934 : Madame Spy
- 1934 : Le Fils prodigue
- 1934 : Der Ewige Traum
- 1934 : Peer Gynt
- 1935 : Wunder des Fliegens: Der Film eines deutschen Fliegers
- 1935 : Künstlerliebe
- 1936 : Les Cent Jours (Campo di maggio)
- 1936 : Manja Valewska
- 1936 : Ein Seltsamer Gast
- 1936 : Die Stunde der Versuchung
- 1936 : Der Kaiser von Kalifornien
- 1937 : Die Stimme des Herzens
- 1937 : Condottieri
- 1937 : Madame Bovary
- 1937 : Die Gelbe Flagge
- 1938 : Le Joueur
- 1938 : Der Berg ruft!
- 1938 : Der Spieler
- 1938 : Liebesbriefe aus dem Engadin
- 1939 : Salonwagen E 417
- 1939 : Frau im Strom

#### Années 1940
- 1940 : Der Feuerteufel de Luis Trenker
- 1941 : Clarissa
- 1941 : Amore imperiale
- 1942 : Viel Lärm um Nixi
- 1942 : Non mi sposo più
- 1942 : La Farce tragique (La Cena delle beffe)
- 1942 : Orizzonte di sangue
- 1942 : Mit den Augen einer Frau
- 1943 : Fahrt ins Abenteuer
- 1943 : L'Angelo bianco
- 1947 : Le Rouge et le Noir (Il Corriere del re)
- 1949 : Bergkristall

#### Années 1950
- 1951 : Aus König Laurins Rosengarten
- 1951 : Gesetz ohne Gnade
- 1951 : Veronika, die Magd
- 1951 : Nacht am Mont-Blanc
- 1951 : Atlantische Inseln und die Welt am Mittelmeer
- 1952 : Straße zur Heimat
- 1952 : Hinter Klostermauern
- 1952 : Karneval in Weiß
- 1952 : Der Herrgottschnitzer von Ammergau
- 1953 : Junges Herz voll Liebe
- 1953 : Sonniges Spanien
- 1953 : Ehestreik
- 1954 : Ruf der Berge
- 1954 : Hänsel und Gretel
- 1954 : Tiefland
- 1955 : Das Schweigen im Walde
- 1956 : Der Jäger von Fall
- 1956 : Über Tal und Wolken
- 1957 : Unser Freund, der Haflinger
- 1957 : Der Edelweißkönig
- 1959 : Der Schäfer vom Trutzberg
- 1959 : Zauber der Dolomiten

#### Années 1980
- 1986 : Von Kastelruth nach Hollywood (TV)

### Comme acteur
- 1913 : Richard Wagner : Richard Wagner